# Maserati 8C

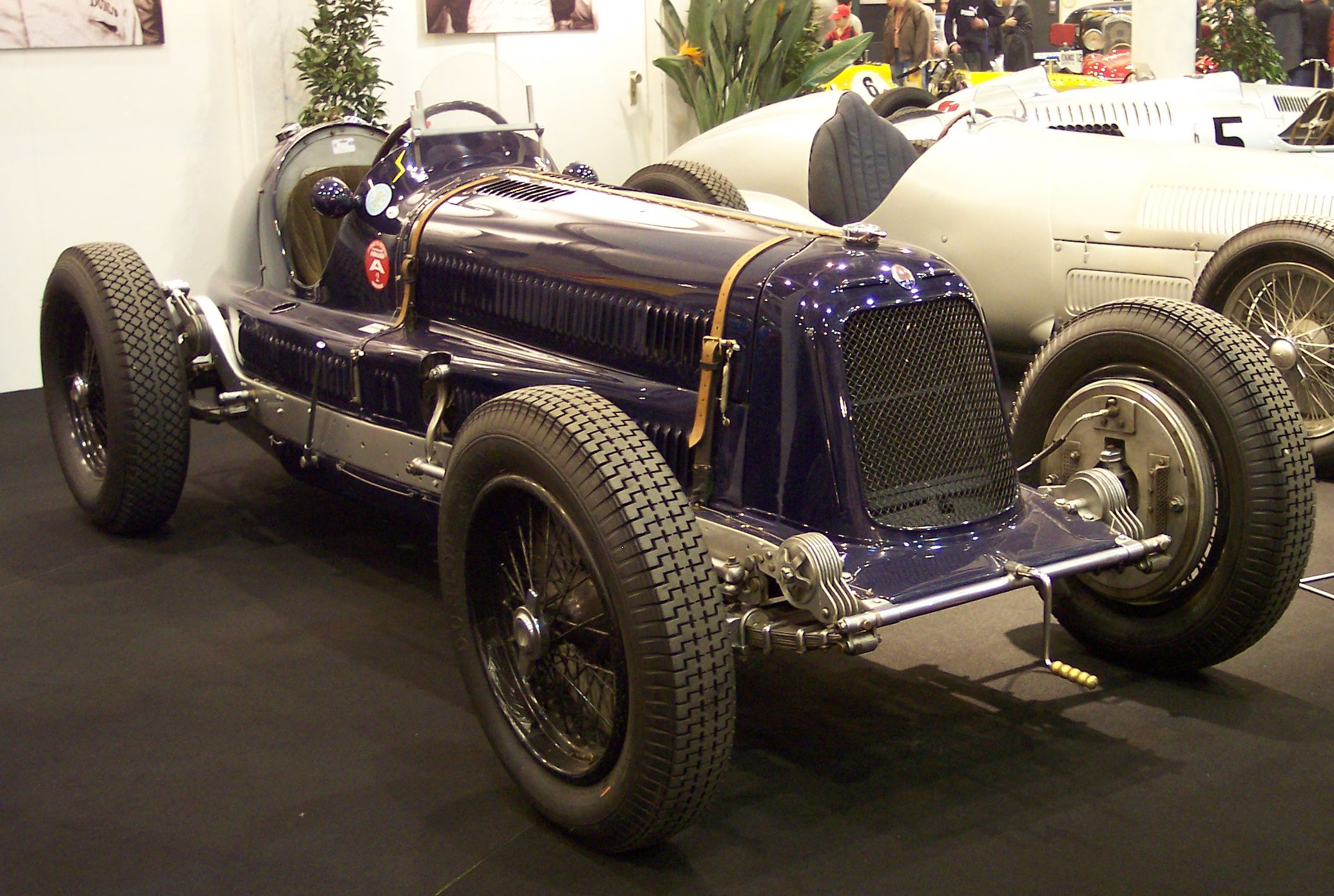
Maserati 8C

Der Maserati 8C war nach dem Tipo 26 und dem V4 das dritte Rennwagenmodell, das der italienische Automobilhersteller Officine Maserati entwickelte und baute. Maserati bot das Modell in vier unterschiedlichen Varianten mit Motoren zwischen 1,1 und 2,8 Litern Hubraum an. Die Modellfamilie erreichte eine Gesamtauflage von „etwa einem Dutzend Exemplaren.“ Die 2,5- und 2,8-Liter-Versionen gelten als die leistungsstärksten einmotorigen Rennwagen ihrer Zeit. Mit ihnen etablierte sich Maserati vorübergehend als erfolgreichster italienischer Rennwagenhersteller.

## Entstehungsgeschichte
Die von Alfieri Maserati gegründete Officine Maserati konstruierte nach dem Ende des Ersten Weltkriegs zunächst Rennwagen für Isotta Fraschini und Diatto. Als Diatto im Frühherbst 1925 sein Motorsportengagement wegen wirtschaftlicher Schwierigkeiten aufgab, übernahm Alfieri Maserati die von ihm entwickelten Diatto-Rennwagen kostenfrei im September 1925 und führte das Motorsportprogramm ab 1926 unter eigenem Namen fort. Der erste Maserati, der Tipo 26, war eine Weiterentwicklung dieses Diatto-Modells. Maserati fuhr den Tipo 26 bei einigen Rennen selbst; mehrere Exemplare wurden auch an private Kunden verkauft. Der Tipo 26 wurde von einem Reihenachtzylinder mit 1,5 Litern bzw. 2,0 Litern (26B) Hubraum angetrieben, dessen Leistung zwischen 115 und 130 PS lag.
Als Weiterentwicklung des Tipo 26 entstand 1929 der 8C, der sich im Gegensatz zum zeitgleich konstruierten, komplizierten 16-Zylinder-Modell V4 schnell etablieren konnte und einige Rennerfolge erzielte. Der 8C war der letzte Maserati, dessen Konzeption von dem Unternehmensgründer Alfieri Maserati stammte. Nach Alfieris Tod entwickelte sein Bruder Ernesto den 8C zum leistungsstärkeren 8CM mit einem 3,0 Liter großen Motor weiter.

## Beschreibung
Der Maserati 8C war eine Weiterentwicklung des Tipo 26. Das Chassis entsprach weitgehend dem Vorgängermodell; es war „nur marginal überarbeitet“ worden. Wie der Tipo 26 hatte der 8C einen Leiterrahmen, der aus Rohren mit U-Profilen gebildet war. Er war im Mittelteil abgesenkt und hatte drei Aufhängungspunkte für den Motor. Vorne und hinten gab es Starrachsen. Die hintere Achse war an halbelliptischen Blattfedern aus Stahl aufgehängt.
Als Antrieb waren unterschiedlich große Reihenachtzylindermotoren vorgesehen, die alle auf der Konstruktion des Tipo-26-Motors beruhten. Das Getriebegehäuse und die Bremsanlage aller Versionen wurde im Auftrag Maseratis bei Isotta Fraschini hergestellt.

## Modellvarianten

### Maserati 8C-1500
Das erste Modell der 8C-Reihe war der Maserati 8C-1500. Er entstand im Jahr 1928. Maserati verband das leicht überarbeitete Chassis des 8C mit dem bekannten 1,5-Liter-Achtzylindermotor des Tipo 26. Von ihm wurden etwa vier Exemplare hergestellt.

### Maserati 8C-1100
1929 erschien mit dem 8C-1100 eine schwächer motorisierte Variante. Der Motor hatte einen Hubraum von lediglich 1.077 cm³. Es handelte sich im Grunde um den Motorblock, der bereits im Tipo 26 und im 8C-1500 verwendet worden war. Der Hubraum wurde durch einen auf 51 mm verkleinerten Hub reduziert. Die Motorleistung belief sich auf etwa 100 PS (74 kW). Das kleine Maserati-Modell sollte vor allem mit den kompakten zeitgenössischen französischen Rennwagen von Salmson konkurrieren, konnte sich gegen sie aber nicht durchsetzen, da er deutlich schwerer war. Der 8C-1100 erschien nur bei einzelnen Rennen.

### Maserati 8C-2500
Das am weitesten verbreitete Modell war der 1930 vorgestellte Maserati 8C-2500, der alternativ auch als Tipo 26M bezeichnet wird. Er hatte eine 2495 cm³ große Version des Achtzylindermotors mit zwei obenliegenden Nockenwellen. Die Brennräume waren halbkugelförmig gestaltet. Es wurden unterschiedliche Versionen mit Verdichtungsverhältnissen zwischen 7:1 und 8:1 gebaut. Das Gemisch bereitete ein einfacher Vergaser von Weber auf. Wie schon bei den früheren Modellen wurde der Motor mit einem Roots-Kompressor aufgeladen. Die Motorleistung betrug je nach Quelle 175 bis 195 PS (129 bis 143 kW). Die Karosserie ähnelte stark der des V4. Sie hatte ebenfalls einen geneigten Kühlergrill. Die meisten Quellen gehen davon aus, dass Maserati insgesamt acht Exemplare des 8C-2500 fertigte; hinzu kamen einige ältere Tipo-26-Modelle, die nachträglich mit dem neuen Achtzylindermotor ausgestattet wurden.
Ein Exemplar des 8C-2500 wurde als Limousine ausgeliefert. Der Aufbau kam von Castagna. Weitere Straßenversionen des 8C-2500 waren geplant, darunter ein Cabriolet von Castagna und mehrere offene und geschlossene Versionen von Zagato; keine davon wurde aber tatsächlich realisiert.

### Maserati 8C-2800
Der 8C-2800 war die letzte Entwicklungsstufe der 8C-Familie. Er erschien im Herbst 1931. Er hatte einen auf 2795 cm³ aufgebohrten Motor, dessen Leistung werksseitig mit 198 PS (146 kW) angegeben wurde. Beobachter halten diesen Wert für übertrieben und gehen von Leistungen zwischen 175 und 190 PS (129 und 140 kW) aus. Die Höchstgeschwindigkeit wurde mit 233 km/h ermittelt.

## Renneinsätze

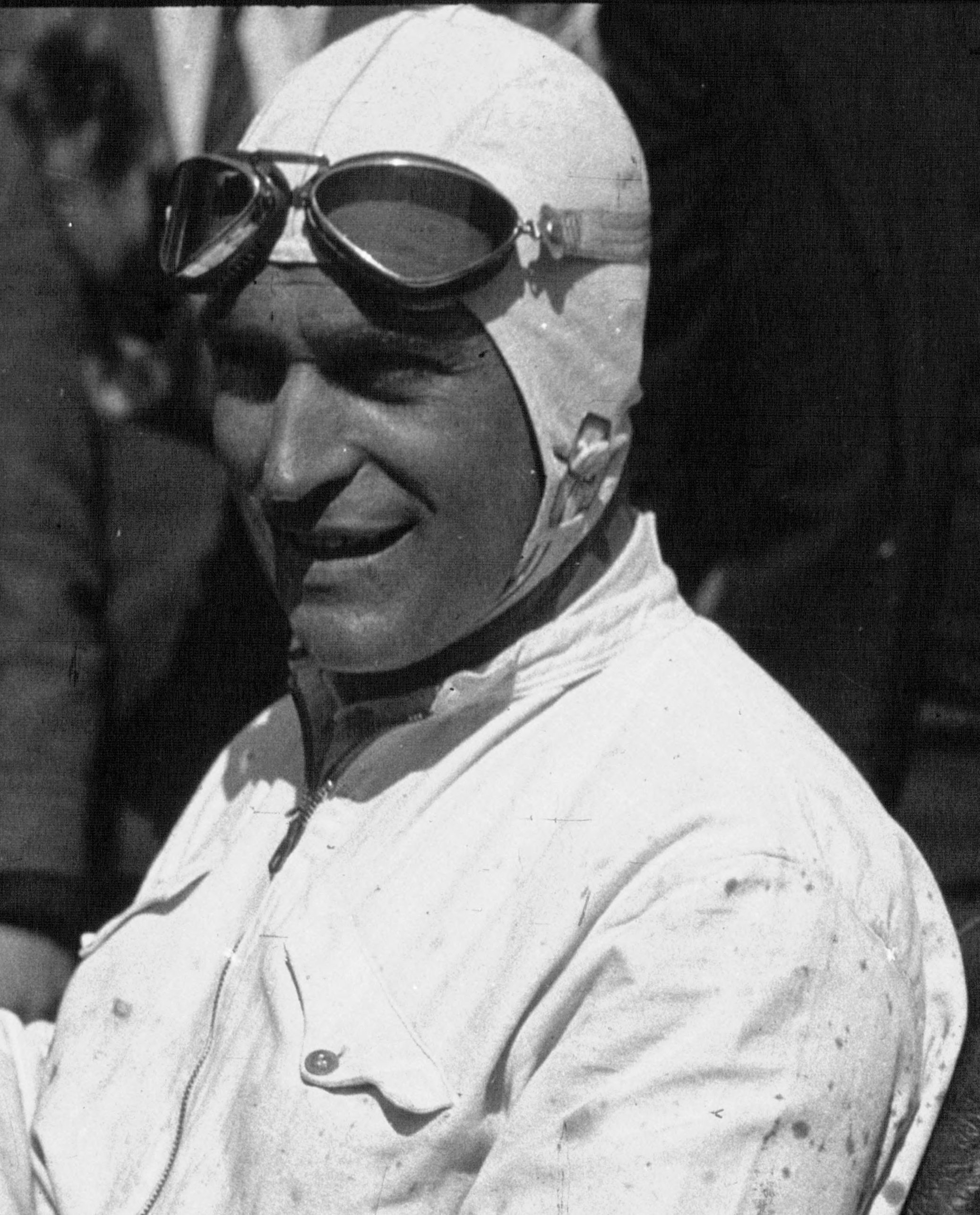
Gewann einige Rennen im Werks-8C: Luigi Fagioli

Der kleine 8C-1100 konnte zwar einzelne Klassensiege einfahren – unter anderem bei der Mille Miglia 1931 –, erreichte aber keinen Gesamtsieg. Nur die stark motorisierten Versionen 8C-2500 und 8C-2800 waren bei Rennen regelmäßig erfolgreich. 
1930 war der 8C-2500 das bevorzugte Modell des Maserati-Werksteams. Vereinzelt wurden noch ältere Tipo-26-Exemplare und der V4 eingesetzt, sie erzielten aber keine Erfolge. Der 8C-2500 erschien erstmals bei der Targa Florio am 6. Mai 1930. Hier gingen vier Exemplare mit Luigi Arcangeli, Baconin Borzacchini, Luigi Fagioli und Ernesto Maserati an den Start. Arcangeli und Fagioli schieden vorzeitig aus, Maserati kam als Achter und Borzacchini als Elfter ins Ziel. Den ersten Sieg erzielte ein 8C bei der 1930er Auflage des Gran Premio di Roma auf dem Circuito Tre Fontane, den Arcangeli gewann. Danach folgten Doppelsiege bei der Coppa Acerbo (Arcangeli und Ernesto Maserati), beim Großen Preis von Monza (Varzi und Arcangeli) und im Oktober 1930 beim Großen Preis von Spanien (Varzi und Aymo Maggi).
1931 konnte Maserati mit dem 8C-2500 nicht mehr an die Leistungen des Vorjahres anknüpfen. Bei den Großen Preisen dominierten in der ersten Jahreshälfte die Fahrzeuge von Bugatti. Das Maserati-Werksteam erreichte mit dem 8C-2500 abgesehen von dem Sieg beim Großen Preis von Monza (Fagioli) nur einige zweite Plätze, darunter in Tunesien und Monaco (jeweils Fagioli) sowie an der Marne (René Dreyfus). Ansonsten gab es eine Reihe technisch bedingter Ausfälle. In den folgenden Jahren setzten noch zahlreiche Privatfahrer unterschiedliche Versionen des 8C-2500 ein.
Der leistungsstärkere 8C-2800 debütierte beim Großen Preis von Monza im September 1931. 